# Transporte en Sierra Leona
Sierra Leona es un país de África Occidental, que posee una red de transportes aéreos, terrestres y marítimos.

## Ferrocarril

Vías de tren en Sierra Leona. En negro, las vías actuales de 1067 mm. En rojo, las vías antiguas, de 762 mm.

En Sierra Leona hay 84 kilómetros de vía de tren, de 1067 mm de ancho. Es operada por una empresa privada, y va desde Pepel hasta Lunsar.
Hasta 1974, existía una línea que iba de Freetown, la capital, hasta Daru, pasando por Bo, y otra que salía de la línea anterior y llegaba hasta Makeni.

## Transporte por carretera
En Sierra Leona hay 11.700 kilómetros de carretera, de los cuales 936 están asfaltados. En la actualidad se están construyendo y reconstruyendo puentes, carreteras y caminos de tierras para que pasen a formar parte de la Autopista Costera de África Occidental.

## Transporte marítimo
En el país hay varios puertos, siendo los más importantes: Bonthe, Freetown y Pepel.
También hay 800 kilómetros de vías fluviales.

## Transporte aéreo

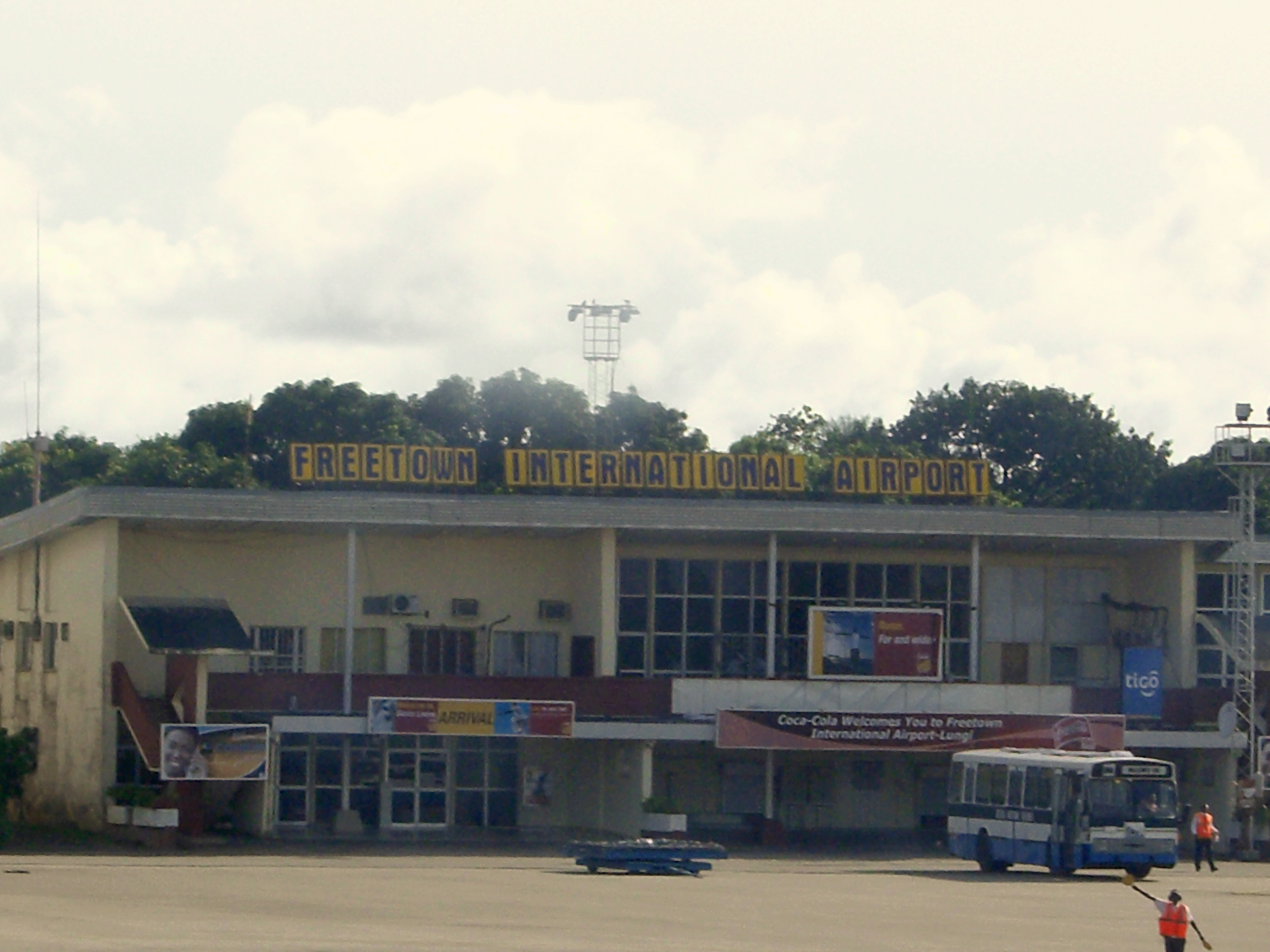
El Aeropuerto Internacional de Lungi, en Freetown. Es el principal aeropuerto del país y el único con pista de asfalto.

El país cuenta con 10 aeropuertos, pero tan sólo uno de ellos tiene una pista asfaltada, el Aeropuerto Internacional de Lungi, en Freetown. Además, hay dos helipuertos.